# Uraga
Uraga (浦賀?) è una suddivisione della prefettura di Kanagawa, in Giappone, situata sul lato sud orientale della penisola di Miura nell'estremità settentrionale dell'omonimo canale, all'ingresso della baia di Tokyo. In passato importante centro portuale, era parte amministrativa del distretto di Miura, fino alla sua soppressione e al suo inglobamento nel tessuto urbano della città di Yokosuka nel 1943.

## Storia
Con l'istituzione dello shogunato Tokugawa e lo spostamento della sede del potere in quel di Edo all'inizio del XVII secolo, il piccolo villaggio di Uraga fu interessato da un rapido sviluppo urbano grazie al suo porto riparato e alla sua posizione strategica all'ingresso della baia di Edo. Il territorio era sotto il controllo diretto dello shogunato, e l'aumento del traffico marittimo portò allo sviluppo delle imprese mercantili e commerciali della zona. Nel 1720, lo shogunato istituì la carica dell'Uraga bugyō, le cui responsabilità rientravano nel pattugliamento delle strade e nell'organizzazione delle difese costiere, mentre gli ingressi al porto erano dotati di cannoni in modo da scongiurare le possibili incursioni di navi straniere e la violazione della politica isolazionista del Giappone.

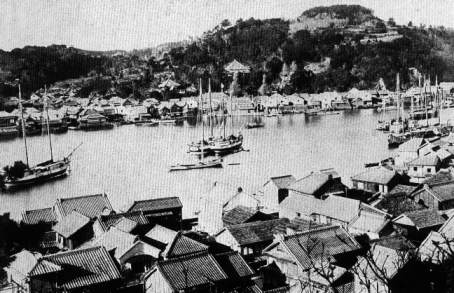
Uraga nel 1890

Uraga divenne ben presto il centro strategico e commerciale della penisola di Miura, e durante il XIX secolo furono numerosi i tentativi da parte delle potenze straniere di avvicinarvicisi con l'intenzione di rompere l'autarchia in cui vigeva il paese e dare inizio a delle relazioni commerciali. Nel 1846 il capitano James Biddle della United States Navy ancorò con due navi da guerra, la USS Columbus e la USS Vincennes, presso il canale di Uraga, senza particolare fortuna. Gli Stati Uniti continuarono a profondere i loro sforzi nei tentativi di negoziazione fino al 1853, anno in cui il commodoro statunitense Matthew Perry ancorò con le sue navi nere di fronte a Uraga, prima di inoltrarsi nella baia di Edo. Nella sua seconda missione del 1854, egli scelse nuovamente di passare per Uraga, ancorando nei pressi di Kanagawa, nella zona corrispondente alla moderna città di Yokohama, riuscendo infine a ottenere un incontro con le autorità giapponesi che portò alla firma della convenzione di Kanagawa.
Con la fine del sakoku e l'inizio delle relazioni tra Giappone e Stati Uniti il bakufu organizzò un'ambasciata che nel 1860 partì dal porto di Uraga alla volta dell'America. 
A seguito della restaurazione Meiji Uraga divenne sede di un importante cantiere navale, gestito dalla compagnia omonima, nel quale vennero costruite e varate numerose navi di proprietà della Marina imperiale giapponese. Nel 1876 Uraga fu tramutato dal punto di vista amministrativo in un quartiere, continuando a mantenere il suo status di punto focale di Miura almeno fino al 1943, quando venne inglobato nel tessuto urbano della città di Yokosuka.